# Technika low-key

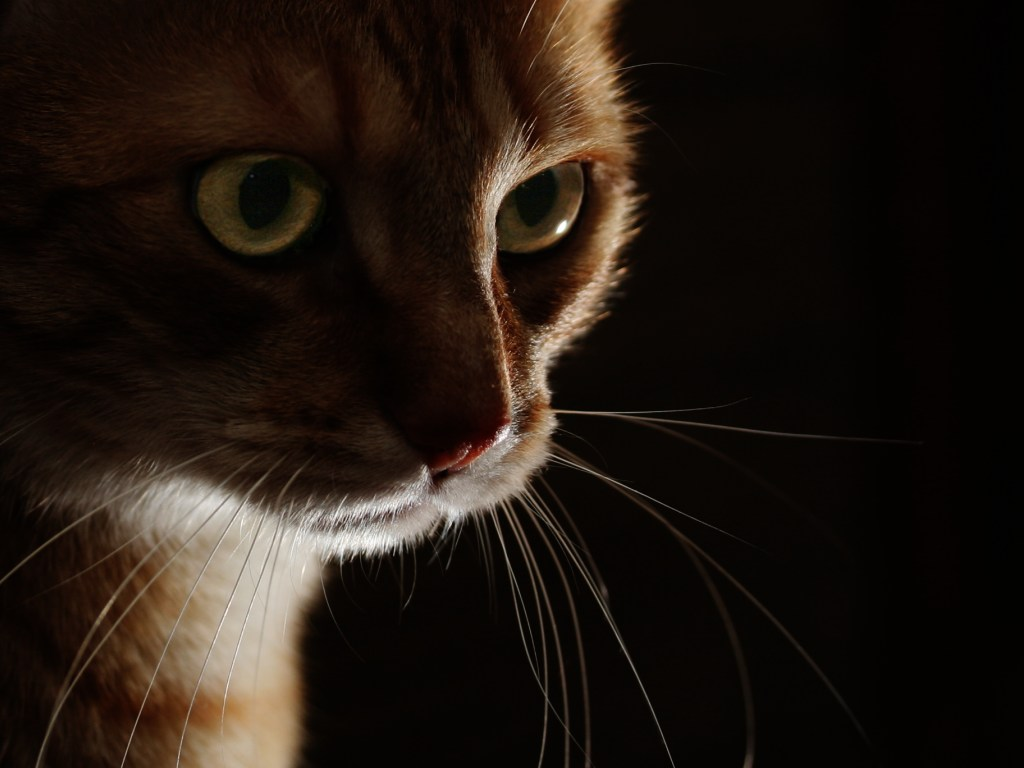
Zdjęcie w technice low-key

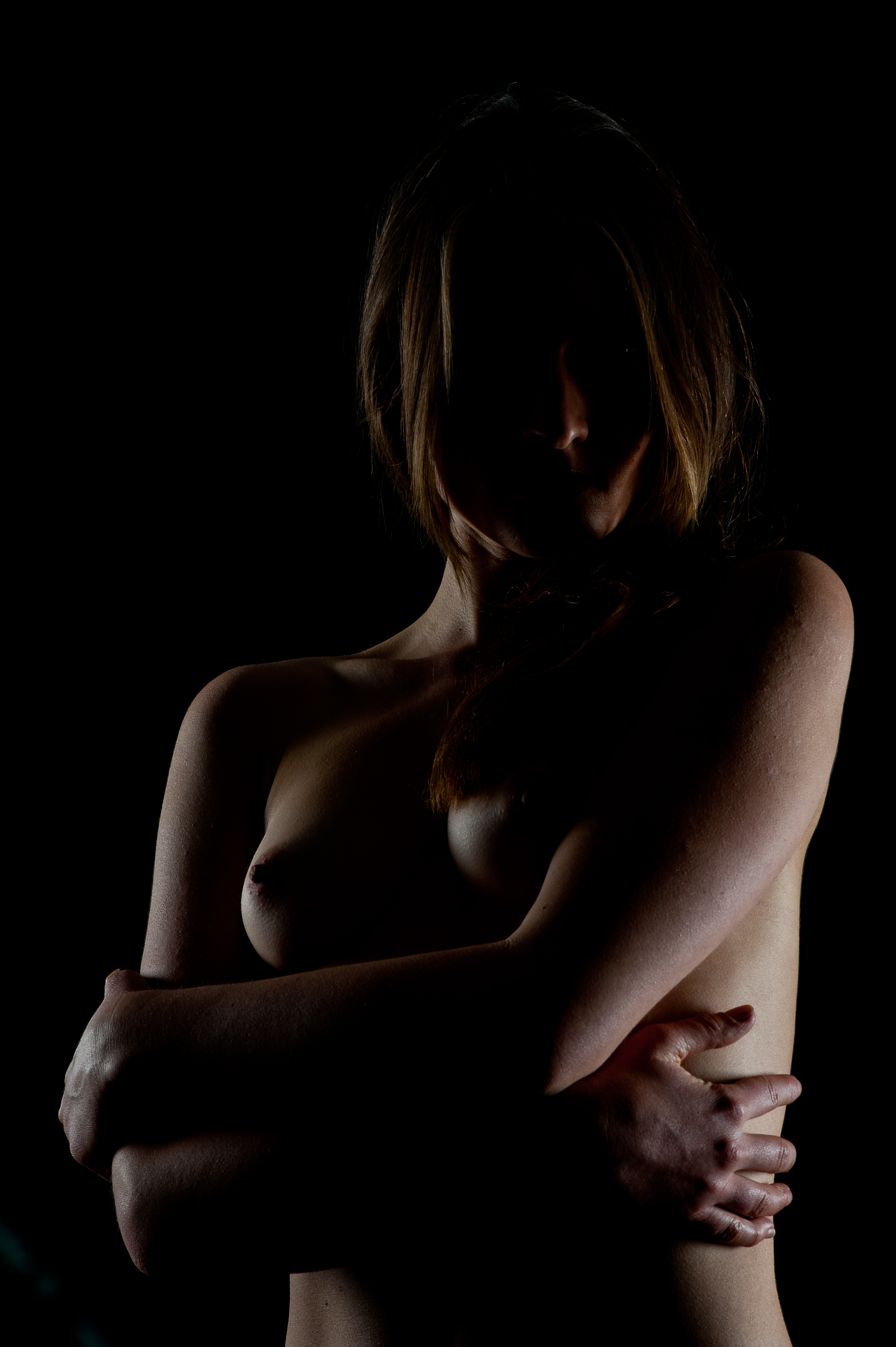

Low key (ang. niska tonacja) – technika wykonywania fotografii polegająca na dobraniu odpowiednich tematów o przewadze nasyconych, ciemnych tonów. W tej technice skala zaczernień pozytywu ogranicza się do odcieni szarości i głębokiej czerni. Do wywoływania zdjęć używa się papieru twardego (lub ekstra twardego) i błyszczącego.
Technikę tę stosuje się przede wszystkim wobec fotografii przedmiotów ciemnych, np. osób ciemnej karnacji, zwierząt o czarnym futrze lub przy zamiarach ukazania posępnego nastroju. Przy jej użyciu mogą jednak być obrazowane również krajobrazy i architektura. Ważnym w tej technice jest dobranie oświetlenia i czasu ekspozycji, tak by naświetlenie było nieznaczne, a mimo to wystarczające, by czarne elementy przedmiotu spowodowały wystarczające naświetlenie negatywu.
Często można się spotkać (nawet w literaturze) z błędnym tłumaczeniem nazwy: „niski klucz”, które jest wynikiem niechlujnego przełożenia terminu "key", bez uwzględnienia jego różnych znaczeń i kontekstu.